# Jozo Matošić
Jozo Matošić, né 27 janvier 1913 à Split et mort le 1er mars 1999 à Dubrovnik, est un entraîneur et joueur de football yougoslave. Il est capitaine de la célèbre équipe d'Hajduk Split pendant la Seconde Guerre mondiale. Il est également le frère aîné de Frane Matošić, le meilleur buteur de l'histoire de l'Hajduk Split.

## Carrière
Il commence sa carrière à l'Hajduk Split en tant que gardien de but mais Luka Kaliterna en a fait un arrière droit. Il est connu pour sa grande force et son caractère. Il est également un joueur régulier de l'équipe de Yougoslavie dans les années 1930. Il remporte également le championnat croate 1940-1941 à cette époque. De 1941 à 1944, il est membre des partisans yougoslaves. En 1944, il est capitaine de l'équipe d'Hajduk Split qui se reforme sur l'île de Vis. De 1944 à 1945, il parcourt le territoire libéré allié avec son club. Il remporte deux championnats de Croatie après la guerre, en 1945 et 1946. En août 1946, Matošić rejoint le Kvarner (aujourd'hui HNK Rijeka), où il est entraîneur-joueur pendant la durée du championnat yougoslave 1946-1947. Peu de temps après, il prend sa retraite en tant que joueur.
Jozo Matošić est connu pour avoir découvert Vladimir Beara, l'un des meilleurs gardiens du monde durant les années 1950.
En tant qu'entraîneur d'Hajduk Split, il remporte le championnat yougoslave 1952. Plus tard, il part vivre à Dubrovnik où il a travaillé au NK GOŠK. En son honneur, l'académie de football de Dubrovnik porte son nom.

## Palmarès

### Joueur
Hajduk Split
- Champion de Banovine de Croatie (1) : 1940–1941

- Champion de République socialiste de Croatie (2) : 1945, 1946

### Entraîneur
Hajduk Split
- Champion de  Yougoslavie (1) : 1952